# Fernando José de França Dias Van-Dúnem
Fernando José de França Dias Van-Dúnem, né à Luanda (Angola portugais) le 24 août 1934 et mort le 12 juin 2024 à Lisbonne (Portugal), est un homme d'État angolais.
Il est Premier ministre de l'Angola du 19 juillet 1991 au 2 décembre 1992, et du 3 juin 1996 au 29 janvier 1999.

## Biographie
Titulaire d'un doctorat en droit de l'université d'Aix-en-Provence, ses premiers postes importants sont ceux de fonctionnaire de l'Organisation de l'unité africaine puis d'ambassadeur.
Pendant deux ans à compter de 1970, Fernando José de França Dias Van-Dúnem a été conseiller juridique adjoint auprès de l'Organisation de l'unité africaine. De 1972 à 1978, il était directeur du personnel de la même organisation. À partir de 1978, l’ambassadeur Van-Dúnem était représentant adjoint de l’OUA pour les affaires politiques et juridiques près de l’Organisation des Nations unies à Genève en Suisse.
De 1979 à 1982, il a été ambassadeur extraordinaire et plénipotentiaire de la république populaire d'Angola en Belgique, aux Pays-Bas et dans la Communauté économique européenne. À partir de 1982, il a été pendant quatre ans, ambassadeur extraordinaire et plénipotentiaire de la République.